# Кадоно, Эйко
Эйко Кадоно (яп. 角野 栄子 Кадоно Эйко, род. 1 января 1935 года) — японская писательница, автор рассказов, эссе и детских книг. Приглашённый профессор университета Нихон Фукуси (日本福祉大学). Лауреат премии имени Ханса Кристиана Андерсена (2018), самой престижной премии в области детской литературы в мире.

## Биография
Эйко Кадоно родилась в Токио. Её отец сделал все возможное, чтобы заполнить мир Эйко с ранних лет разнообразными историями, особенно традиционными сказками.
Когда Эйко научилась читать, она уходила от тягот послевоенной Японии, изучая книги. Её любимыми произведениями были мистические рассказы Эдогавы Рампо и японские переводы «Маленького лорда Фаунтлероя» Фрэнсис Элизы Бёрнетт, «Приключений Тома Сойера» и «Приключений Гекльберри Финна» Марка Твена, «Остров сокровищ» Р. Л. Стивенсона и книг Толстого, в том числе «Детства» и «Отрочества». Посещала университет Нихон Фукуси в префектуре Айти, а затем получила степень по английской литературе в университете Васэда.
После выпуска в 1960 году в возрасте 25 лет Эйко эмигрировала в Бразилию, где провела два года. Она написала рассказ «Посещая Бразилию: мальчик Луизиньо» (ルイジンニョ少年、ブラジルをたずねて Руидзиннё-сё:нэн, Бурадзиру о тадзунэтэ), основанный на её личных впечатлениях, о бразильском мальчике, который любил танцевать самбу. Это её первое произведение, которое не было опубликовано до 1970 года.
Большинство её книг предназначено для детей. В 1985 году, она опубликовала роман «Ведьмина служба доставки» (魔女の宅急便), который затем лёг в основу одноимённого анимационного фильма режиссёра Хаяо Миядзаки. За эту книгу Эйко Кадоно была присуждена Литературная премия имени Номы для дебютантов за произведение для детей, а также снят получивший огромную популярность мультфильм, что подтолкнуло её написать ещё пять книг в качестве продолжения.
В «Ведьминой службе доставки» повествуется о молоденькой ведьме Кики и её говорящем коте Дзи-дзи, улетающих из дома в незнакомый приморский город Корико для прохождения своеобразной практики для молодых ведьм. Там она открывает службу доставки, используя в качестве транспорта свою метлу. По ходу повествования героиня преодолевает различные трудности взрослой жизни.
В настоящее время Эйко является профессиональным писателем и получила множество наград, в том числе Премию по детской литературе Obunsha, Литературную премию имени Номы, и место в 2000 Списке Почёта IBBY. В 2018 г. стала лауреатом премии имени Ханса Кристиана Андерсена, самой престижной премии в области детской литературы в мире.
Сейчас Эйко живёт в древнем городе Камакура, Япония.